# إكسيميا (فينترمين/توبيراميت)
مزيج من الأدوية فنترمين وتوبيراميت (الاسم التجاري إكسيمياQsymia، سابقاQnexa) هو دواء لإستكشاف علاج البدانة والحالات ذات الصلة مثل السكري من النوع 2 ولقد وجد أنه قادر على خفض ضغط الدم ونسبة الكوليسترول. ويجري تطوير Qsymia بواسطة Vivus ، وهي شركة أدوية مقرها كاليفورنيا. فنترمين هو دواء مثبط للشهية ومنبه من المنشطات من فئة الأمفيتامين والفينيثيلامين .أما توبيراميت فهو عقار مضاد للصرع بسبب خسارة الوزن كأثر جانبى.
في 22 فبراير 2012، صوت مستشارو إدارة الاغذية والعقاقير 20:02 بأن توصي إدارة الأغذية والأدوية الأميريكية باعتماد فنترمين / توبيراميت كعلاج للسمنة. وكان من المتوقع الموافقة النهائية في وقت لاحق في عام 2012، مع توصيات بمراقبة نبض السوق لرصد المخاطر على القلب والأوعية الدموية، وإشارة إلى إستخدامه من قبل النساء الحوامل. في 17 يوليو عام 2012، وافقت إدارة الغذاء والدواء الأمريكية بإضافة إكسيميا Qsymia إلى نظم اتباع نظام غذائي مخفض السعرات الحرارية وممارسة الرياضة للسيطرة على عوارض السمنة المزمنة.
.

## السلامة والفعالية
الدراسات السريرية أظهرت خسارة الوزن تحت العلاج بعقارQnexa . المرحلة 3 التي تشمل, 56-أسبوعا دراسة EQUIP أظهرت أن فقدان الوزن بمعدل متوسطه 14.7% (37 رطل) تم تحقيقه من قبل المرضى الذين يعانون من السمنة المفرطة الخاضعين للعلاج بعقار كنيكسا Qnexa. الحرعات التالية من فينترمين IR (تحرر سريع) وتوبيراميت CR (إطلاق زمنى) أستخدمت في اختبارات المرحلة الثالثة
- تركيبة كاملة التركيز: 15 مج من الفنترمين (تحرر سريع) و 92  مج من توبيراميت CR (إطلاق زمنى)
- تركيبة متوسطة التركيز: 7.5 مج من الفنترمين (تحرر سريع) و 46 مج توبيراميت (إطلاق زمنى)
- تركيبة منخفضة التركيز: 3.75 مج الفنترمين (تحرر سريع) و 23 مج توبيراميت

(إطلاق زمنى)
في عام 2009، ذكرت Vivus أن الآثار الجانبية الرئيسية خلال مراحل الاختبار كانت جفاف الفم ، ووخز في أصابع اليدين والقدمين والإمساك. ومع ذلك، في عام 2010 فإن مؤسسة بابليك سيتيزن أدلى الدكتور سيدني وولف م بشهادته أمام اللجنة الاستشارية لإدارة الاغذية والعقاقير ان الدراسات اظهرت ان Qnexa يحمل قائمة طويلة من الآثار الجانبية الخطيرة، بما في ذلك إمكان حدوث عيوب خلقية للأجنة

## الدراسات والجدول الزمني
EQUIP
EQUIP المتابعة مع مجموعة لمدة 56 أسبوعا في المرضى الذين يعانون من السمنة المفرطة الشديدة.
CONQUER
56 أسبوعا لمحاولة تحكمها السلامة والفعالية، نشرت في اللانسيت .
SEQUEL
108 أسبوع محاولة للتحكم بين أكثر المرضى من CONQUER، وجمع البيانات في الأجل الطويل.

### تاريخ الإجازة
في 28 ديسمبر 2009 م تطبيق دواء جديد (NDA) قدمت إلى هيئة الدواء والغذاء الفيدرالية للموافقة عليها وبتاريخ 1 مارس 2010، أعلن [فيفوس] أن الوكالة قبلت تطبيق الدواء الجديد.
تم رفض موافقة إدارة الاغذية والأدوية في شهر أكتوبر عام 2010 بسبب المخاوف بشأن الآثار الجانبية الخطيرة، بما في ذلك الأفكار الانتحارية، وخفقان القلب، وهفوات الذاكرة والعيوب الخلقية.
في يناير 2011 ، أعربت إدارة الغذاء والدواء عن قلقها إزاء احتمال أن يسبب [ Qnexa ] تشوهات خلقية، وطالبت [فيفوس] بدراسة هذا الاحتمال قبل أن تتم الموافقة على الدواء.
تم تغيير اسم [قنإكسا] إلى إكسيميا وتم إقراره للبيع في 17 يوليو 2012 من قبل إدارة الغذاء والدواء 